# Anton Klein (Politiker, 1775)
Heinrich Anton Rütger Klein (* 5. Oktober 1775 in Düsseldorf; † 24. Februar 1853 in Brauweiler) war ein deutscher Politiker und Bürgermeister von Neviges, Eckamp, Essen, Mintard und Ratingen.

## Leben und Wirken
Anton Klein war als Sohn eines Steuerkanzlisten geboren worden. Nach Ende der Schulausbildung trat er in die Steuerverwaltung ein und nahm später das Amt eines Gerichtsschreibers an. 1813 wurde Klein zunächst kommissarisch und 1816 endgültig Bürgermeister von Hardenberg, heute Neviges als Stadtbezirk von Velbert.
Anton Klein wurde am 19. Mai 1818 zum Bürgermeister von Essen, als Nachfolger von Heinrich Arnold Huyssen, ernannt. Am 27. Mai des Jahres trat er das Amt gegen Gewährung von Diäten in Höhe von eineinhalb Talern pro Tag offiziell an. Nach drei Amtsjahren wurde er 1821 in Essen durch den neuen Bürgermeister Johann Conrad Kopstadt abgelöst. Im September 1821 übernahm er Bürgermeisteramt in Ratingen. Die von ihm in Personalunion verwalteten Bürgermeistereien Eckamp, Mintard und Ratingen besaßen zusammen zu dieser Zeit mit knapp 10.000 Menschen etwa doppelt so viele Einwohner wie die damalige Stadt Essen. Dementsprechend erhielt er dort eine höhere Besoldung.
Gesundheitlich angeschlagen trat Anton Klein im Alter von 76 Jahren, nach rund 57-jähriger Tätigkeit im öffentlichen Dienst, von seinen Ämtern zurück. In seiner Sterbeurkunde wird sein Name, entgegen dem Eintrag im Taufregister, mit Peter Anton Klein angegeben.